# Autoestima
Autoestima é a avaliação subjetiva que um índividuo faz de si mesmo como sendo intrinsecamente positiva ou negativa em algum grau. A autoestima envolve tanto crenças autossignificantes (por exemplo: "eu sou competente/incompetente", "eu sou querido/odiado") como emoções autossignificantes associadas (por exemplo: triunfo/desespero, orgulho/vergonha). Também encontra expressão no comportamento (por exemplo: assertividade/temeridade, confiança/cautela).
Entende-se por autoestima, em psicologia, a avaliação que a pessoa faz de si mesma expressando uma atitude de aprovação ou de repulsa bem como a suas capacidades e valor,  tanto para si como para o meio em que vive. Os psicólogos consideram a autoestima uma característica duradoura da personalidade, embora também existam variações normais de curto prazo. É contudo um termo controverso entre académicos devido a alguns acreditarem que o conceito não existe e é melhor medido pelos níveis de traços de extraversão e introversão.

## Concepções na psicologia
A ideia de Autoestima varia em função do paradigma psicológico que o aborde. Desde o ponto de vista da psicanálise, a autoestima está intimamente relacionada com o desenvolvimento do ego.
Sigmund Freud utilizava a palavra alemã Selbstgefühl, especificando que tem dois significados: consciência de uma pessoa a respeito de si mesma (sentimento de si), e vivência do próprio valor respeito de um sistema de ideais (sentimento de estima de si). Este “sentimento de estima de si” que descreve Freud é a Autoestima.
Uma parte do sentimento de si é primária, o resíduo do narcisismo infantil; outra parte brota da omnipotência corroborada pela experiência (o cumprimento do ideal do eu), e uma terça da satisfação da libido de objeto.
Carl Rogers, fundador da psicologia humanista, expôs que a raiz dos problemas de muitas pessoas é que se desprezam e se consideram seres sem valor e indignos de ser amados. Na escola humanista da psicologia, desde Rogers, o conceito de Autoestima resume-se no seguinte axioma:
“Todo ser humano, sem exceção, pelo mero fato do ser, é digno do respeito incondicional dos demais e de si mesmo; merece estimar-se a si mesmo e que se lhe estime”
Rogers explica que nossa sociedade também nos reconduz com suas condições de valia. À medida que crescemos, nossos pais, maestros, familiares, a “média” e demais só nos dão o que precisamos quando demonstremos que o “merecemos”, mais que porque o precisemos. Podemos beber só após classe; podemos comer um caramelo só quando termine nosso prato de verduras e, o mais importante, nos quererão só se nos portamos bem.
O conseguir um cuidado positivo sobre “uma condição” é o que Rogers chama recompensa positiva condicionada. Dado que todos nós precisamos de fato esta recompensa, estes condicionantes são muito poderosos e terminamos sendo sujeitos muito determinados não por nossos valores organísmicos ou por nossa tendência actualizante, senão por uma sociedade que não necessariamente toma em conta nossos interesses reais. Um “bom garoto” ou uma “boa garota” não necessariamente é um garoto ou uma garota feliz.
À medida que passa o tempo, este condicionamento conduz-nos a sua vez a ter uma autovalia positiva condicionada.
Começamos a querer-nos se cumprimos com os standards (padrões) que outros nos aplicam, mais que se seguimos nossa atualização dos potenciais individuais. E dado que estes standards não foram criados tomando em consideração as necessidades individuais, resulta a cada vez mais frequente o que não possamos comprazer essas exigências e, por tanto, não podemos conseguir um bom nível de autoestima.
Martin Ross, desenvolve sua concepção da Autoestima, a partir de dois elementos: “as façanhas” e as “anti-façanhas”.
As façanhas são aquelas posses, circunstâncias, méritos, virtudes que lhe dão a oportunidade à pessoa de se sentir orgulhosa de si mesma, e que lhe fornecem prestígio social. A maneira de detectar uma façanha na vida quotidiana é ver se provoca “orgulho” ou desejo de fazer alarde, ou de presumir. Se há alguma situação, alguma parte de tua vida, alguma virtude que te dão vontades de ostentá-la, a exibir, mostrar a teus amigos, então é, sem dúvida, uma “façanha”. As anti-façanhas, todo o contrário, são aquelas outras situações que provocam que o indivíduo se envergonhe, se autodespreze, se sinta menos valioso, e que lhe tiram também seu prestígio social. Aquelas derrotas, situações, circunstâncias, defeitos, que a uma pessoa lhe provocam desonra, lhe diminuem o ego, e lhe diminuem o respeito de seus pares e sua honra social, são “anti-façanhas”. Todos teríamos, então, um “Mapa” mental que nos assinala quais são as façanhas e quais são as anti-façanhas e, sobre toda as coisas, onde estamos localizados dentro dali, o que Ross chama “O Mapa da Autoestima”. É que diferentes pessoas se encontram em diferentes posições, há circunstâncias que movem a posição no "Mapa da Autoestima".
Abraham Maslow, em sua hierarquia das necessidades humanas, descreve a necessidade de aprecio, que se divide em dois aspetos, o aprecio que se tem um mesmo (amor próprio, confiança, perícia, suficiência, etc.), e o respeito e estimativa que se recebe de outras pessoas (reconhecimento, aceitação, etc.). A expressão de apreço mais sã, segundo Maslow, é a que se manifesta «no respeito que lhe merecemos a outros, mais que o renome, a celebridade e a adulação»
Rosenberg, por sua vez, entende à autoestima como um fenômeno actitudinal criado por forças sociais e culturais. A autoestima cria-se em um processo de comparação que envolve valores e discrepâncias. O nível de autoestima das pessoas relaciona-se com a percepção de si mesmo em comparação com os valores pessoais. Estes valores fundamentais foram desenvolvidos através do processo de socialização. Na medida que a distância entre o si mesmo ideal e o si mesmo real é pequena, a autoestima é maior. Pelo contrário, quanto maior é a distância, menor será a autoestima, ainda que a pessoa seja vista positivamente por outros.
Segundo a experiência de Nathaniel Branden, todas as pessoas são capazes de desenvolver a autoestima positiva, ao mesmo tempo em que ninguém apresenta uma autoestima totalmente sem desenvolver. Quanto mais flexível é a pessoa, tanto melhor resiste todo aquilo que, de outra forma, a faria cair na derrota ou o desespero. De acordo a Branden, a autoestima tem dois componentes: um sentimento de concorrência pessoal e um sentimento de valor pessoal, que refletem tanto seu julgamento implícito de sua capacidade para sobrelevar os reptos da vida bem como sua crença de que seus interesses, direitos e necessidades são importantes.
Um antecedente ao conceito de autoestima na psicologia, o podemos também encontrar no texto de Alfred Adler, quando se refere aos sentimentos de inferioridade e superioridade. Adler afirma que depois de uma pessoa que se sente como se fosse superior, podemos suspeitar que se esconde um sentimento de inferioridade, que precisa grandes esforços para se ocultar.
Os sentimentos de inferioridade podem ser expressado de muitas maneiras, e são comuns a todos, dado que nos achamos em situações que desejamos melhorar. Podemos definir o complexo de inferioridade como aquele que aparece em frente a um problema ante o qual o indivíduo não se acha convenientemente preparado, e expressa sua convicção de que é incapaz de o resolver. Como os sentimentos de inferioridade sempre produzem tensão, terá um movimento de compensação para os sentimentos de superioridade, mas não estará encaminhado à resolução do problema.

## Medição
Para os fins de pesquisa empírica, a autoestima é tipicamente avaliada por um questionário de autoavaliação que produz um resultado quantitativo. A validade e confiabilidade do questionário são estabelecidos antes do uso.
Um exemplo dessa escala é a conhecida Escala de Autoestima de Rosenberg (título original: Rosenberg Self-Esteem Scale - RSES). Esta se baseia em um questionário de autorrelato composto de 10 perguntas, as quais variam entre os seguintes valores: "discordo plenamente", "discordo", "concordo" e "concordo plenamente".

## Autoestima, graus e relacionamentos
De fins dos anos 1960 até o início dos anos 1990, foi assumido como questão de fato que a autoestima de um estudante era um fator crítico nas qualificações obtidas na escola, em seus relacionamentos com os colegas e em seus sucessos posteriores na vida. Sendo este o caso, muitos grupos norte-americanos criaram programas para incrementar a autoestima dos estudantes, assumindo que as qualificações melhorariam, os conflitos decresceriam, e que isto levaria a um mundo mais feliz e bem-sucedido. Até os anos 1990, pouca pesquisa revisada e controlada sobre esse tópico foi feita.
O conceito de automelhoria vivenciou mudanças dramáticas desde 1911, quando Ambrose Bierce definiu zombeteiramente a autoestima como "uma avaliação errônea". Bom e mau caráter são conhecidos agora como "diferenças de personalidade". Os direitos têm substituído responsabilidades. A pesquisa sobre egocentrismo e etnocentrismo que municiou a discussão do crescimento e desenvolvimento humano em meados do século XX é ignorada; com efeito, os próprios termos são considerados politicamente incorretos. Uma revolução teve lugar no vocabulário do self. Palavras que implicam confiabilidade ou responsabilidade – autocrítica, abnegação, autodisciplina, autocontrole, modéstia, autodomínio, autocensura e autossacrifício – não estão mais em uso. A linguagem mais favorecida é aquela que exalta o indivíduo: autoexpressão, autoafirmação, autoindulgência, autorrealização, autoaprovação, autoaceitação, egoísmo e a onipresente autoestima.
A pesquisa revisada empreendida desde então não tem validado as suposições anteriores. Pesquisas recentes indicam que inflar a autoestima dos estudantes por si mesma não tem efeito positivo sobre a qualificação dos mesmos. Um estudo demonstrou que o efeito pode ser justamente o contrário. Autoestima elevada se correlaciona com a felicidade autorrelatada. Todavia, não é claro se uma leva necessariamente à outra. Assim, é relacionado os graus e relacionamento e autoestima.

## Qualidade e nível da autoestima
O nível e a qualidade da autoestima, embora correlacionados, não são sinônimos. A autoestima pode ser elevada, mas frágil (por exemplo, narcisismo) e baixa, porém segura (por exemplo, humildade).  Todavia, a qualidade da autoestima pode ser indiretamente avaliada de várias formas:
1. em termos de sua constância através do tempo (estabilidade);
2. em termos de sua independência ao se apresentarem condições particulares (não contingência); e
3. em termos de quão entranhada ela esteja num nível psicológico básico (inquestionabilidade ou automaticidade).

## Bullying, violência e assassinato
Alguns resultados em estudos recentes focam que bullying, violência e autoestima estão interligados. Costumava-se presumir que os bullies agiam violentamente em relação aos outros porque sofriam de baixa autoestima (embora nenhum estudo controlado fosse oferecido para dar suporte a esta posição).
Estas teorias sugerem que a teoria da baixa autoestima está errada. Mas nenhuma envolve o que os psicólogos sociais consideram como a forma mais convincente de evidência: experimentos de laboratório controlados. Quando conduzimos nossa revisão inicial da literatura, não descobrimos nenhum estudo de laboratório que provasse o elo entre autoestima e agressão.
Em contraste com velhas crenças, pesquisas recentes indicam que os bullies agem do jeito que agem porque sofrem de uma injustificada autoestima "elevada".
Criminosos violentos, frequentemente, se descrevem como superiores aos outros - em especial, como pessoas de elite, que merecem tratamento preferencial. Muitos assassinatos e ataques são cometidos em resposta a golpes contra a autoestima, tais como insultos e humilhação. Para ser mais preciso, muitos perpetradores vivem em ambientes onde insultos são muito mais ameaçadores do que a opinião que têm de si mesmos. Estima e respeito estão ligados ao status na hierarquia social, e desonrar alguém pode ter consequências tangíveis e mesmo acarretar risco de perder a vida.
A mesma conclusão emergiu dos estudos de outra categoria de pessoas violentas. É relatado que membros de gangues de rua possuem opiniões favoráveis sobre si mesmos e recorrem à violência quando estas avaliações são contestadas. Bullies de playground consideram-se superiores às outras crianças; baixa autoestima é encontrada entre as vítimas dos bullies, não entre os próprios bullies. Grupos violentos têm um sistema de crenças público, que enfatiza sua superioridade sobre os demais.

## Autoestima e motivação econômica
Adam Smith discute o individualismo como uma motivação econômica:
O individualismo é o que exprime o indivíduo ante a sociedade e estado, ou seja, uma liberdade, propriedade privada e limitação ao poder do estado. Levando isso em consideração, Adam Smith possui teorias que explicam o individualismo como motivação econômica, uma delas é “a teoria da riqueza das nações’’, nessa teoria ele prioriza o crescimento econômico, relações entre classes sociais, distribuição da riqueza e com isso chegou a conclusão de que as nações enriquecem pela divisão do trabalho, onde cada funcionário se especializa em uma tarefa gerando maior produtividade e, além da divisão do trabalho existe o livre mercado.
O livre mercado permite que cada individuo cuide de seus próprios interesses trazendo melhores vantagens, porque segundo Adam Smith, a produção de riqueza não depende do estado, o estado serve apenas para proteção da sociedade e invasões, a produção da riqueza deveria ser apenas privada para que cada um fizesse da maneira que mais à motivasse economicamente, devido a estatal não necessariamente produzir riqueza (criar seu próprio negócio sem intervenção estatal), na propriedade privada os meios de produção são naturais.
Com essa divisão do trabalho Adam Smith sintetiza outra teoria, a da produtividade, que gera excedentes através dessa divisão de trabalho, aumentando gradativamente o capital, crescendo assim a produtividade no trabalho. Com isso há trocas entre colaborador e funcionário, porque o aumento da produtividade provoca o aumento de salário, então, o colaborador produzirá mais e com mais qualidade devido a sua remuneração, pois acreditará que teve um bom sucesso no trabalho aumentando sua autoestima e a forma de pagamento a mais, ou seja, o bônus pelo trabalho e produção bem feito se relaciona á uma certa motivação econômica por ter feito mais que o esperado.
Autoestima refere-se ao grau em que as pessoas gostam de si mesmas. O estudo sobre o assunto trouxe interessantes contribuições para o entendimento do comportamento humano no ambiente organizacional, uma vez que está diretamente relacionada às expectativas de sucesso. A autoestima elevada nos indivíduos, faz com que eles acreditem no seu potencial para ter sucesso no trabalho, e aceitem tarefas desafiadoras. Abordando este assunto de uma maneira geral, foi descoberto que os indivíduos com baixa autoestima, são mais vulneráveis às influências externas e dependem de incentivos constantes. Em consequência disso, buscam aprovação dos outros e a se submeter às convicções e comportamento daquelas pessoas que respeitam, mostram-se preocupados em não desagradar aos outros, sendo assim, a probabilidade de assumir posições incomuns são menores que os indivíduos com autoestima elevada.
Conforme diversos estudos já realizados, as pessoas com elevada autoestima estão mais satisfeitas com o trabalho do que as pessoas com baixa autoestima.  

## Psicoterapia para baixa autoestima
F. Potreck-Rose e G. Jacob (2006) propõem uma abordagem psicoterapêutica para baixa autoestima baseada no que elas chamam de "os quatro pilares da autoestima":
1. Autoaceitação: uma postura positiva com relação a si mesmo como pessoa. Inclui elementos como estar satisfeito e de acordo consigo mesmo, respeito a si próprio, ser "um consigo mesmo" e se sentir em casa no próprio corpo;
2. Autoconfiança: uma postura positiva com relação às próprias capacidades e desempenho. Inclui as convicções de saber e conseguir fazer alguma coisa, de fazê-lo bem, de conseguir alcançar alguma coisa, de suportar as dificuldades e de poder prescindir de algo;
3. Competência social: é a experiência de ser capaz de fazer contatos. Inclui saber lidar com outras pessoas, sentir-se capaz de lidar com situações difíceis, ter reações flexíveis, conseguir sentir a ressonância social dos próprios atos, saber regular a distância-proximidade com outras pessoas;
4. Rede social: estar ligado a uma rede de relacionamentos positivos. Inclui uma relação satisfatória com o parceiro e com a família, ter amigos, poder contar com eles e estar à disposição deles, ser importante para outras pessoas.
Os dois primeiros pilares representam a dimensão intrapessoal da autoestima, os dois outros sua dimensão interpessoal. O tratamento consiste em diferentes exercícios que têm por fim capacitar a pessoa a realizar cada um desses passos dos diferentes pilares. Mas antes de se começar o trabalho no primeiro pilar, há um trabalho preparatório dedicado à formação do amor-próprio ou cuidado consigo mesmo (em alemão, Selbstzuwendung), que se desenvolve em três passos:
1. tornar-se atento e consciente das próprias emoções, sentimentos, sensações, necessidades corporais e psíquicas;
2. relacionar-se respeitosa e amorosamente consigo mesmo; e
3. cuidar de si.

Os exercícios incluem técnicas de relaxamento, técnicas para lidar com o crítico interno e de se tornar consciente das partes positivas de si, e muitas técnicas de reestruturação cognitiva e de autorreforço, típicas da terapia cognitivo-comportamental.